# Уїздці (Дубенський район)
Уї́здці — село в Україні, у Острожецькій сільській громаді Дубенського району Рівненської області. Населення становить 583 осіб.

## Географія
Селом протікає річка Осинище.

## Історія
У 1906 році село Малинської волості Дубенського повіту Волинської губернії. Відстань від повітового міста 34 верст, від волості 1. Дворів 66, мешканців 509.
7 (20) листопада 1917 року, відповідно до Третього Універсалу Української Центральної Ради, увійшло до складу Української Народної Республіки.
В кінці грудня 1943 року партизани УПА розброїли в селі угорських солдатів.
12 червня 2020 року, відповідно до розпорядження Кабінету Міністрів України № 722-р від «Про визначення адміністративних центрів та затвердження територій територіальних громад Рівненської області», увійшло до складу Острожецької сільської громади.
19 липня 2020 року, в результаті адміністративно-територіальної реформи та ліквідації Млинівського району, село увійшло до складу Дубенського району.

## Населення

### Мова
Розподіл населення за рідною мовою за даними перепису 2001 року:
| Мова       | Кількість | Відсоток |
| ---------- | --------- | -------- |
| українська | 583       | 100%     |

## Загальна інформація
До Уїздецької сільської ради окрім Уїздець, ще належать такі села, як Борбин та Ставище.
У селі є будинок культури, середня школа, кафе, 3 магазини, православна церква Київського патріархату.
Село вперше документально згадується в 1545 році, в описі Луцького замку, як власність Стаса Єловича.